# Сіамак Нематі
Сіамак Нематі (перс. سیامک نعمتی; нар. 17 квітня 1994, Тегеран, Іран) — іранський футболіст, півзахисник «Персеполіса».

## Клубна кар'єра

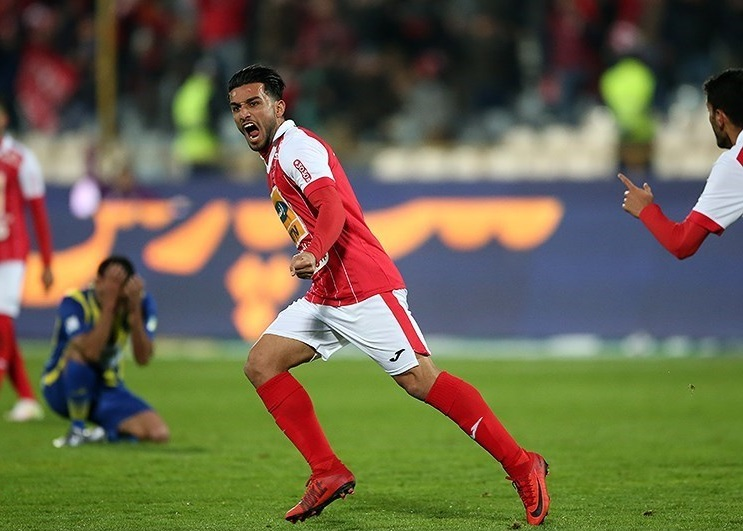
Сіамак Нематі в поєдинку «Персеполіс» VS «Гостареш Фулад»

### Ранні роки
Сіамак Нематі розпочав кар'єру в клубі «Сайпа», після чого приєднався до першої команди. Виступав за «Стіл Азін» в Другому дивізіоні 2011/12 років, в яких відзначився 4-а голами. Допоміг «Могавемату» виграти молодіжну Прем'єр-лігу (Тегеран) 2013/14.

### «Пайкан»
Влітку 2014 року приєднався до «Пайкана». Дебютував у футболці нового клубу 14 серпня 2014 року, вийшовши на поле в стартовому складі в поєдинку проти «Нафт Масджед Солейман».

### «Персеполіс»
Напередодні старту сезону 2017/18 років приєднався до «Персеполіса». Допоміг команді виграти Про-лігу Ірану 2017/18. У першому поєдинку ЛЧА 2018 проти «Касіми» отримав червону картку, через що пропустив матч-відповідь у Тегерані. Наступного сезону довів універсальність, виступаючи на різних позиціях та відзначився 6-а голами.

## Клубна статистика
Станом на 23 грудня 2019.
| Клуб              | Дивізіон          | Сезон             | Ліга  | Ліга | Кубок Хазфі | Кубок Хазфі | Азія  | Азія | Загалом | Загалом |
| Клуб              | Дивізіон          | Сезон             | Матчі | Голи | Матчі       | Голи        | Матчі | Голи | Матчі   | Голи    |
| ----------------- | ----------------- | ----------------- | ----- | ---- | ----------- | ----------- | ----- | ---- | ------- | ------- |
| «Пайкан»          | Про-ліга          | 2014–15           | 14    | 0    | 1           | 0           | –     | –    | 15      | 0       |
| «Пайкан»          | Дивізіон 1        | 2015–16           | 30    | 8    | 1           | 0           | –     | –    | 31      | 8       |
| «Пайкан»          | Про-ліга          | 2016–17           | 24    | 4    | 2           | 0           | –     | –    | 26      | 4       |
| «Пайкан»          | Загалом           | Загалом           | 68    | 12   | 4           | 0           | –     | –    | 72      | 12      |
| «Персеполіс»      | Про-ліга          | 2017–18           | 24    | 2    | 2           | 0           | 8     | 1    | 34      | 3       |
| «Персеполіс»      | Про-ліга          | 2018–19           | 27    | 5    | 4           | 0           | 9     | 1    | 40      | 6       |
| «Персеполіс»      | Про-ліга          | 2019–20           | 10    | 0    | 1           | 0           | 0     | 0    | 11      | 0       |
| «Персеполіс»      | Загалом           | Загалом           | 62    | 7    | 6           | 0           | 17    | 2    | 85      | 9       |
| Усього за кар'єру | Усього за кар'єру | Усього за кар'єру | 129   | 19   | 11          | 0           | 17    | 2    | 157     | 21      |

## Досягнення
«Персеполіс»
- Про-ліга Ірану
  -  Чемпіон (4): 2017/18, 2018/19, 2019/20, 2020/21

- Суперкубок Ірану
  -  Володар (4): 2017, 2018, 2019, 2020

- Кубок Ірану
  -  Володар (1): 2018/19

- Ліга чемпіонів АФК
  -  Фіналіст (2): 2018, 2020